# فرودگاه بین‌المللی مالاکا
فرودگاه بین‌المللی مالاکا (به انگلیسی: Malacca International Airport) (به زبان بومی: Lapangan Terbang Melaka) یک فرودگاه همگانی مسافربری با کد یاتا MKZ است که یک باند فرود آسفالت دارد و طول باند آن ۲۱۳۵ متر است. این فرودگاه در کشور مالزی قرار دارد و در ارتفاع ۱۱ متری از سطح دریا واقع شده است.